# Shinkichi Kikuchi
Shinkichi Kikuchi (jap. 菊池 新吉, Kikuchi Shinkichi; * 12. April 1967 in Tōno, Präfektur Iwate) ist ein ehemaliger japanischer Fußballtorhüter.

## Nationalmannschaft
1994 debütierte Kikuchi für die japanische Fußballnationalmannschaft. Kikuchi bestritt sieben Länderspiele. Mit der japanischen Nationalmannschaft qualifizierte er sich für die König-Fahd-Pokal 1995.

## Errungene Titel
- J. League: 1986/87, 1990/91, 1991/92, 1993, 1994
- Kaiserpokal: 1986, 1987, 1996
- J. League Cup: 1992, 1993, 1994

## Persönliche Auszeichnungen
- J. League Best Eleven: 1994, 1995